# Krétakör
Krétakör (dt.: Kreidekreis) ist ein Produktionsbüro und Zentrum zeitgenössischer Kunst, das kreative Gemeinschaftsspiele auf der Basis von sozialwissenschaftlichen Erkenntnissen organisiert. Die unterschiedlichen Projekte verbinden darstellende Kunst und neue Medien. Für die in Budapest ansässige Organisation sind Árpád Schilling als künstlerischer Leiter und Márton Gulyás als geschäftsführender Leiter verantwortlich.

## Die Organisation
„…dass da gehören soll, was da ist, denen, die für es gut sind.“ – Bertolt Brecht: Der kaukasische Kreidekreis. Krétakör ist als Stiftung organisiert und gliedert sich in drei Abteilungen: ein Produktionsbüro sowie die Arbeitsbereiche darstellender Künste und neuer Medien.
Hervorgegangen ist Krétakör aus dem 1995 von Schilling gegründeten Krétakör Theater (Krétakör Színház), das vor allem in den Jahren um und nach 2000 zahlreiche internationale Erfolge feierte. 2008 beschloss Schilling die Auflösung des Ensembles und gründete das gegenwärtige Produktionsbüro unter dem Namen Krétakör. Statt eines umfangreichen Ensembles mit bis zu vierzig Mitarbeitern (vor 2008) zeichnet sich Krétakör durch ein flexibel einsetzbares Team und vielfältige Kooperationen aus.

## Die Methode
Seine Methode bezeichnet Krétakör als „Kreative Gemeinschaftsspiele“. Folgende Aspekte werden dabei hervorgehoben:
Kreativ: Krétakör begegnet gesellschaftlichen Fragen auf eine neue, kreative Art. Es vermittelt aktuelles Wissen für die Mitwirkenden, weckt ihre Aktivität und fordert sie zu Entscheidungen auf.
Kollektiv: Mitspieler und Partner versteht Krétakör als Kollaborateure. Betont wird die Aufgabe, zivile Selbstbestimmung zu stärken und basisdemokratische Initiativen zu fördern.
Spiel: Krétakör beschreibt das herzustellende Ereignis mit einem Wort: Spiel; demnach handelt es sich allein beim erlebnishaften Sammeln von Erfahrung um eine konstruktive pädagogische Methode.

## Projekte
- Die Apologie des Entfesselungskünstlers (A szabadulóművész apológiája). Budapest, 8. März bis 1. Mai 2009

Eine Serie installativer Aktionen und Ausstellungen im öffentlichen Raum, davon fanden zunächst zwei im Stadtraum (Ouvertüre in Budapest und Gap in Gödör) statt, die weiteren im Theater (Lab Hotel). Weitere drei Aktionen mit aktiver Beteiligung des Publikums (Oxitocin, 18plusminus, everwalk) wurden parallel veranstaltet, alle drei zusammengefasst unter dem Titel: Artproletarz. Die gesamte Veranstaltung endete mit einer Maifeier (Finale). Festgehalten wurde die Veranstaltung mit mehreren hundert Teilnehmern in Gábor Péter Némeths Dokumentarfilm, der u. a. 2010 im Rahmen der Ungarischen Filmwoche gezeigt wurde.
- Hürdenlauf (Akadályverseny). Oktober 2009

Der Workshop in Schulen basiert auf theaterpädagogischen Methoden von Káva, Verein für Theater/Drama und Pädagogik. In bestimmten Situationen wird die Klasse in das Spiel einbezogen, das Krétakör und Káva gemeinsam entwickelt haben, wobei Lehrer und Schüler das Spiel maßgeblich beeinflussen.
- Die Analogie des Entfesselungskünstlers (A szabadulóművész analógiája). Oktober 2009 bis Januar 2010

Eine Veranstaltungsserie wie Die Apologie des Entfesselungskünstlers 2009, ausgehend von einer Konzertreihe von Marcell Dargay.
- URBANRABBITs. Châlons-en-Champagne, Frankreich, 9. Dezember 2009.

Zirkus-Theater mit fortgeschrittenen Studenten des Centre National des Arts du Cirque, inszeniert von Árpád Schilling. Es handelt sich um eine gemeinsame Produktion von Krétakör und dem Centre National des Arts du Cirque.
- Die Mutter-Analogie (Anyalógia). Januar 2010

Die Idee des Projekts ist verwandt mit der Apologie von 2009 – im Ganzen wurde die Inszenierung dreimal aufgeführt, Regisseur Árpád Schilling hat dafür folgende Schauspieler engagiert: Zsolt Nagy, Lilla Sárosdi und Lawrence Williams, der auch als Musiker und Komponist beteiligt war.
- Krétakör Maifest (Krétakör Majális). Pécs, 30. April bis 2. Mai 2010.

2010 in Pécs, im Rahmen des kulturellen Programms der Europäischen Kulturhauptstadt organisierte Krétakör zusammen mit unabhängigen Organisationen vor Ort eine dreitägige Veranstaltungsreihe. Bei den verschiedenen Aktionen wurde die Bergbauvergangenheit in Pécs thematisiert.
- Wo ist die Grenze? (Hol a határ?). Juni–Juli 2010

Ein Experiment: Mit dokumentarischen Kurzfilmprojekten untersuchte Krétakör das Verhältnis zwischen exzessivem Alkoholkonsum und dem Marketing für Bier – im Rahmen einer Werbekampagne von Heineken Ungarn.
- Neuer Zuschauer (Új Néző). August 2010

In zwei Dörfern im Komitat Borsod (Ároktő und Szomolyá) hat Krétakör die Organisation Káva sowie den Theaterpädagogen und Anthropologen AnBlokk eingeladen, gemeinsam Theater zu machen, bei dem das Publikum mitwirken kann. In Dokumentarfilmen hielten Krétakör und Gábor Péter Németh Ergebnisse des Projekts fest, außerdem drehten sie mit jugendlichen Roma vor Ort einen Spielfilm mit dem Titel: So läuft’s im Showbiz (Ilyen a popszakma).
- Trilogie Crisis (Krízis). Juni–Oktober 2011

Eine Geschichte über das Scheitern dreier Familienmitglieder – dargestellt in drei unterschiedlichen Genres: Der erste Teil als Film: jp.co.de (jp.co.de) basiert auf Filmen, Installationen und live-Aktionen, die bei der Prager Quadriennale veranstaltet wurden. Der zweite Teil: Undankbare Biester (Hálátlan dögök), wurde als Kammeroper bei den Opernfestspielen der Bayerischen Staatsoper uraufgeführt. Bei Theaterworkshops mit Jugendlichen aus Siebenbürgen entstand der dritte Teil: Die Priesterin (A papnő). Uraufgeführt wurde das Stück, mit Improvisationen und Mitwirken des Publikums, in Budapest, wobei neben den 15 Jugendlichen auch professionelle Schauspieler auf der Bühne engagiert waren.
- Mobiltelefon (Mobil). Januar 2012

In Zusammenarbeit mit Káva entwickelte Krétakör ein kreatives Gemeinschaftsspiel, das sich an Jugendliche zwischen 16 und 18 Jahren richtet. Lehrer und Schüler nehmen aktiv teil, wobei Missbrauch und Chance neuer Kommunikationstechnologien diskutiert werden.
- illumiNation. Mai 2012

Im Rahmen der Berlin-Biennale hat Krétakör einen Wettbewerb für gesellschaftlich engagierte Projekte veranstaltet: Präsentiert wird eine engere Auswahl der Bewerber, die sich in Berlin öffentlich einer Jury stellen und um ein Preisgeld konkurrieren. Ziel der Projektbewerbungen ist es, die nationale Identität Ungarns zu erneuern.